# Topramezon
Topramezon ist ein Wirkstoff im Pflanzenschutz und eine chemische Verbindung aus der Gruppe der Benzoylpyrazole.

## Gewinnung und Darstellung
Topramezone kann durch eine sechsstufige Reaktion gewonnen werden. Diese sind: Kondensation von 2,6-Dinitrotoluol mit organischen Nitriten, Cyclisierung des entstandenen Oximes mit Alkenen, Reduktion der Nitrogruppe in den erhaltenen 3-Isoxazolinylnitrobenzolen, Umwandlung des Anilins mit Dialkyldisulfiden, Bromierung des Benzolrings des Benzolthioethers, Oxidation des Brombenzolthioethers am Schwefel und katalytischer Carboxylierung (Brom-Substitution) mit Kohlenmonoxid in Gegenwart von Alkoholen.

## Eigenschaften
Topramezon ist ein weißer geruchloser Feststoff, der löslich in Wasser ist. Der Wirkstoff ist mit 218 Tagen Halbwertszeit im Boden persistent. Dadurch besteht die Wahrscheinlichkeit, dass Topramezon ins Grundwasser gelangen kann.

## Verwendung
Topramezon wird als Herbizid verwendet. Es wird im Nachauflauf bei Mais verwendet und wirkt gegen breitblättrige Unkräuter und Gräser. Die Wirkung beruht auf der Hemmung des Enzyms 4-Hydroxyphenylpyruvat-Dioxygenase (4-HPPD) in sensitiven Pflanzen, wodurch die Biosynthese von Plastochinonen und indirekt von Carotinoiden unterbunden wird. Dadurch werden die Synthese und Funktion der Chloroplasten gestört und es kommt zum oxidativen Abbau von Chlorophyll.

## Zulassung
Ein Antrag auf Aufnahme der Verbindung in den Anhang I der Richtlinie 91/414/EWG wurde im Mai 2003 durch BASF eingereicht. Eine vorläufige Zulassung endete am 30. April 2015.
In Deutschland, Österreich und der Schweiz sind keine Pflanzenschutzmittel mit diesem Wirkstoff zugelassen.